# 張所習
张所习（1595年—1625年），號经玄，陕西西安府泾阳县人。明朝政治人物。

## 生平
诗一房，乙未九月二十二日生。天啓元年（1621年）辛酉科陕西鄉試第十七名舉人，二年（1622年）壬戌科会试三百八十四名，三甲三百十八名進士。吏部观政，四年授元城知县，五年卒。